# Asekuracja (wspinaczka)

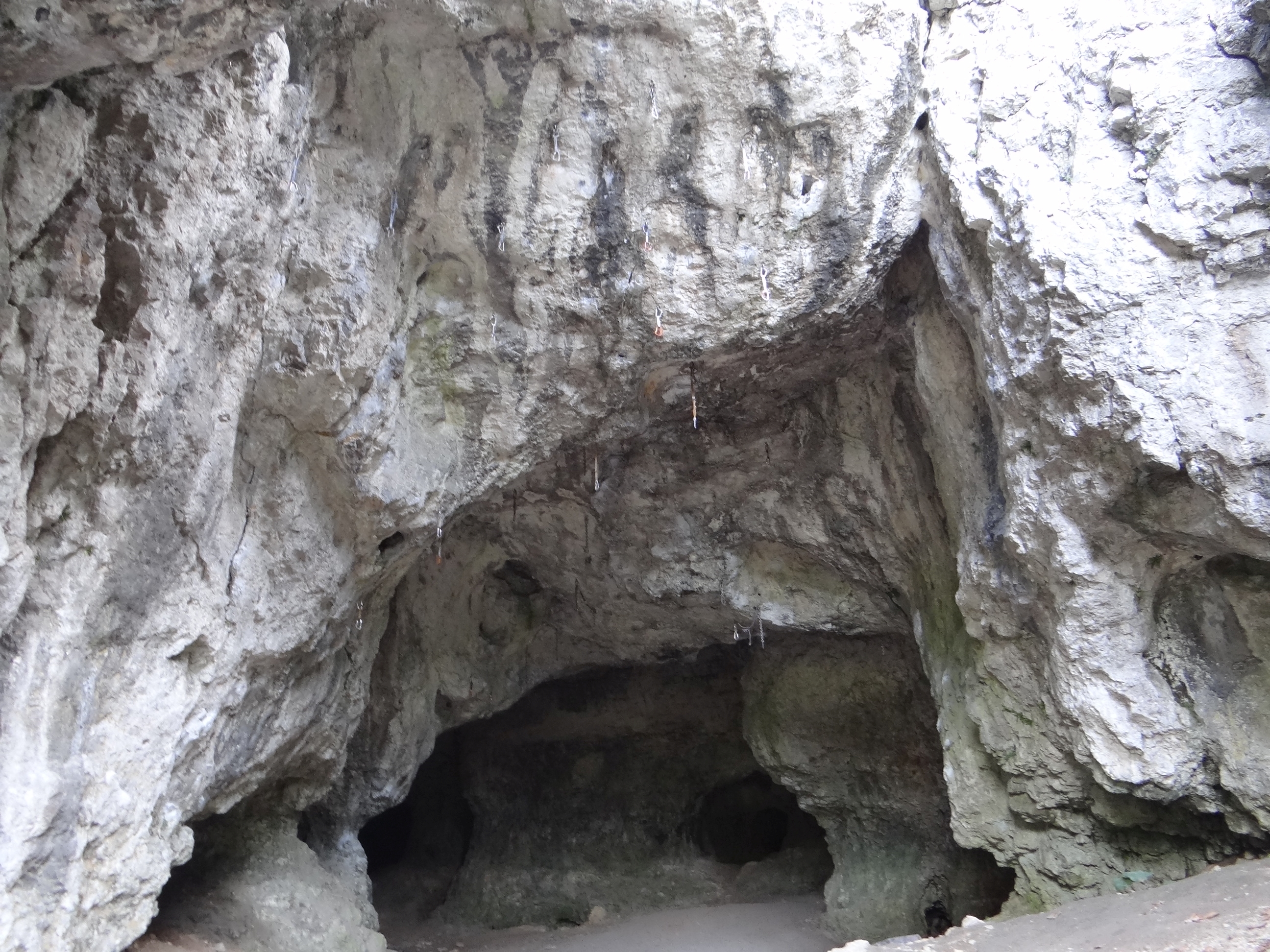
Zwisające ekspresy na ścianach i stropie Jaskini Mamutowej

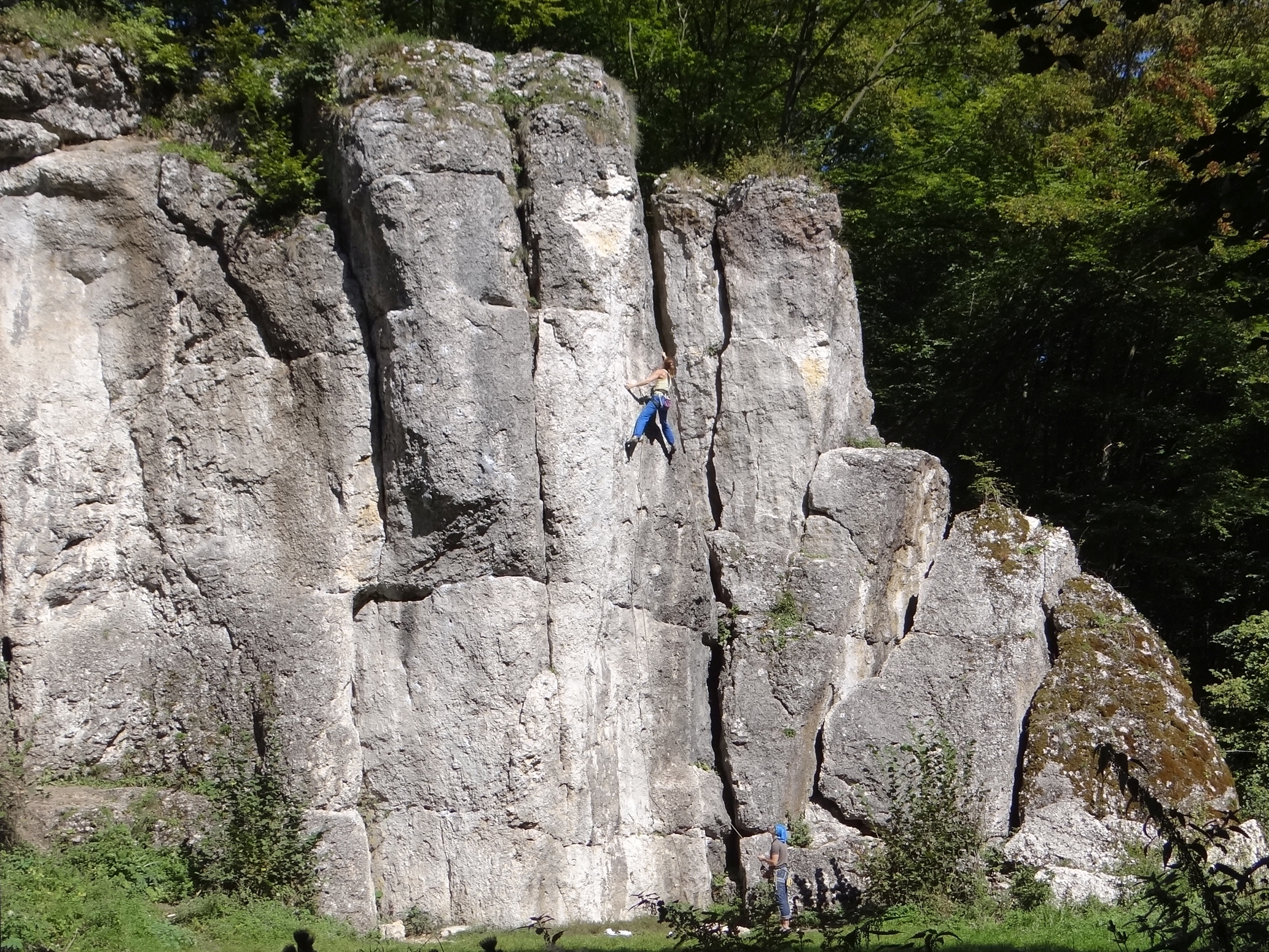
Dolna asekuracja

Asekuracja – ogół działań mających na celu zabezpieczenie wspinacza przed skutkami potencjalnego odpadnięcia.

## Asekuracja bez użycia liny
Asekuracja bez liny najczęściej stosowana jest podczas bulderingu. Asekuracja tego typu może być czynna lub bierna (obie metody często stosowane są równocześnie).
- Asekuracja bierna polega na zabezpieczeniu miejsca potencjalnego upadku przez oczyszczenie go z kamieni i gałęzi oraz ewentualne użycie materaca amortyzującego upadek, nazywanego crashpadem.
- Asekuracja czynna to asysta (zwana też spottingiem), czyli ochrona górnych partii ciała spadającego wspinacza przed bezpośrednim uderzeniem w ziemię.

## Asekuracja z użyciem liny
Użycie liny i uprzęży (zazwyczaj również innego sprzętu wspinaczkowego) pozwala na zabezpieczenie wspinacza przed skutkami upadku niezależnie od wysokości dzielącej go od ziemi. Po odpadnięciu wspinacz zawisa na linie w uprzęży, ewentualnie odbywając przy tym lot, którego energia w dużym stopniu absorbowana jest przez rozciągającą się linę. Asekuracja z użyciem liny może być realizowana na następujące sposoby:
- autoasekuracja na uprzednio rozpiętej linie poręczowej - tą metodą odbywa się wiele wspinaczek w górach wysokich i na ferratach
- asekuracja liną od góry - tak odbywa się np. asekuracja drugiego w zespole przy wspinaczkach wielowyciągowych
- asekuracja na wędkę - lina od asekurującego idzie w górę, przechodzi przez stanowisko wędkowe i biegnie w dół do wspinacza; gdy ten ostatni spadnie, zawisa na linie, jak ryba na wędce
- wspinaczka z dolną asekuracją (opisana niżej)
- asekuracja lotna (opisana niżej).

### Wspinaczka z dolną asekuracją
W tym przypadku wspinacz wspinający się jako pierwszy (prowadzący wyciąg, na pierwszego) jest ubezpieczany przez asekurującego partnera liną dynamiczną. Obaj wspinacze (a co najmniej prowadzący), przywiązani są do liny węzłami (najczęściej ósemką) za pośrednictwem uprzęży. Lina pomiędzy asekurującym a prowadzącym przechodzi przez przelotowe punkty asekuracyjne, a ściślej, przez zamocowane do nich karabinki lub ekspresy. Przeloty mogą być osadzane przez prowadzącego (mówimy wówczas o wspinaczce "z własną asekuracją"), lub może on wykorzystywać przeloty stałe (zamocowane w skale na stałe, m.in. ringi, spity, stałe haki). W przypadku odpadnięcia, lina jest hamowana przez asekurującego za pomocą przyrządu asekuracyjnego.
Asekurujący zwykle jest zamocowany dodatkowo autoasekuracją do stanowiska asekuracyjnego gwarantującego w założeniu bezpieczeństwo zespołu wspinaczkowego w razie gdyby pozostałe punkty asekuracyjne okazały się niewystarczające.
Ze względu na postępowanie asekurującego, asekuracja może mieć charakter statyczny lub dynamiczny.
- Asekuracja statyczna sprowadza się do zablokowania liny w przyrządzie asekuracyjnym. Energia upadku prowadzącego absorbowana jest głównie przez rozciągnięcie się liny.
- Asekuracja dynamiczna polega na tym, że asekurujący stara się przejąć część energii upadku – nie tylko poprzez ruch własnego ciała (wykonanie podskoku) ale również poprzez celowe przepuszczenie pewnego odcinka liny przez przyrząd asekuracyjny, z odpowiednim, kontrolowanym tarciem. Hamowanie lotu staje się przez to łagodniejsze, kosztem zwiększenia jego długości. Asekuracja dynamiczna stosowana jest nie tylko po to, by zmniejszyć siły, które w wyniku gwałtownego hamowania zadziałają na samego wspinacza (prowadzącego), ale również po to, by ograniczyć siły działające na przeloty. Jest to szczególnie ważne przy stosowaniu asekuracji własnej, gdy zbyt duże siły mogą doprowadzić do wyrwania punktu asekuracyjnego.

### Asekuracja lotna
Gdy obaj członkowie zespołu wspinają się jednocześnie, bez zakładania stanowisk, mamy do czynienia z asekuracją lotną. Metoda ta stosowana w terenie o umiarkowanych trudnościach technicznych, znacznie przyspiesza tempo wspinaczki. Należy podkreślić, że istotą tej metody jest brak stanowisk oraz równoczesne przemieszczanie się członków zespołu; prowadzący zakłada przeloty, a idący za nim partner likwiduje je.